# Gine
Gine, de son vrai nom Christian Martinez, né le 1er novembre 1947 à Oran en Algérie, est un dessinateur français de bande dessinée.
Il est le dessinateur des séries Capitaine Sabre, Neige et Finkel.

## Publications

### Capitaine Sabre
- 1983 : T. 1 Le Vol du Pélican, éd.  du Lombard
- 1983 : T. 2 Miss Visage, éd. du Lombard
- 1984 : T. 3 Le Double Neuf d'or, éd. du Lombard
- 1985 : T. 4 La Croisade des saltimbanques, éd. du Lombard
- 1986 : T. 5 Écrit par la tempête, éd. du Lombard
- 1987 : T. 6 Le Dieu cargo, éd. du Lombard
- 1989 : T. 7 Sur la route mandarine, éd. du Lombard

### Mathieu Lamy
- 1983 : T. 1 Morts en conserve, scénario de Didier Convard, éd. Glénat
- 1983 : T. 2 Et l'ange n'avait pas d'ailes, scénario de Didier Convard, éd. Glénat

### Neige
- 1987 : T. 1 Les Brumes aveugles, scénario de Didier Convard, éd. du Lombard
- 1988 : T. 2 La Mort corbeau, scénario de Didier Convard, éd. du Lombard
- 1989 : T. 3 L'Aube rouge, scénario de Didier Convard, éd. du Lombard
- 1991 : T. 4 Intermezzo, scénario de Didier Convard, collection Grafica, éd. Glénat
- 1992 : T. 5 Il Diavolo, scénario de Didier Convard, collection Grafica, éd. Glénat
- 1993 : T. 6 Le Pisse-Dieu, scénario de Didier Convard, collection Grafica, éd. Glénat
- 1994 : T. 7 Les Trois Crimes de Judas, scénario de Didier Convard, collection Grafica, éd. Glénat
- 1995 : T. 8 La Brèche, scénario de Didier Convard, collection Grafica, éd. Glénat
- 1997 : T. 9 La Chanson du muet, scénario de Didier Convard, collection Grafica, éd. Glénat
- 1999 : T. 10 À l'ombre de l'acacia, scénario de Didier Convard, collection Grafica, éd. Glénat
- 2000 : T. 11 Petites Nouvelles de l'extérieur, scénario de Didier Convard, collection Grafica, éd. Glénat
- 2003 : T. 12 Banal Holocauste, scénario de Didier Convard, collection Grafica, éd. Glénat
- 2007 : T. 13 Le Mur, scénario de Didier Convard, collection Grafica, éd. Glénat
- 2021 : T. 14 Le Printemps d'Orion (1/2), scénario de Didier Convard, collection Grafica, éd. Glénat
- 2022 : T. 15 Le Printemps d'Orion (2/2), scénario de Didier Convard, collection Grafica, éd. Glénat

### Last
- 1990 : T. 1 La Théorie du crabe, scénario de Didier Convard, éd. Blanco

### Finkel
- 1994 : T. 1 L'Enfant de mer, scénario de Didier Convard, éd. Delcourt
- 1995 : T. 2 Océane, scénario de Didier Convard, éd. Delcourt
- 1996 : T. 3 Génos, scénario de Didier Convard, éd. Delcourt
- 1997 : T. 4 Le Secret, scénario de Didier Convard, éd. Delcourt
- 1998 : T. 5 Origine, scénario de Didier Convard, éd. Delcourt
- 2000 : T. 6 Esta, scénario de Didier Convard, éd. Delcourt
- 2005 : T. 7 Corruption, scénario de Didier Convard, éd. Delcourt

### Le Triangle secret
Scénario de Didier Convard, dessins de Gilles Chaillet, Denis Falque, Christian Gine, André Juillard, Patrick Jusseaume, Jean-Charles Kraehn, Éric Stalner, et Pierre Wachs, couvertures d'André Juillard, couleurs Paul
- 2000 : T. 1 Le Testament du Fou[1], éd. Glénat
- 2000 : T. 2 Le Jeune homme au suaire, éd. Glénat
- 2001 : T. 3 De cendre et d'or, éd. Glénat
- 2001 : T. 4 L’Évangile oublié[2], éd. Glénat
- 2002 : T. 5 L'Infâme Mensonge, éd. Glénat
- 2002 : T. 6 La Parole perdue, éd. Glénat
- 2003 : T. 7 L'Imposteur, éd. Glénat

### La Grande Ombre
- 2007 : T. 1 : Arcan, scénario et dessins de Gine, collection La Loge noire, éd. Glénat
- 2009 : T. 2 : Prométhée, scénario et dessins de Gine, collection La Loge noire, éd. Glénat

### Les Boucliers de Mars
- 2011 : T. 1 Casus belli, scénario de Gilles Chaillet, coll. Grafica, éd. Glénat
- 2012 : T. 2 Sacrilèges, scénario de Gilles Chaillet, coll. Grafica, éd. Glénat
- 2013 : T. 3 Sémiramis, scénario de Gilles Chaillet, coll. Grafica, éd. Glénat

### Hertz
- 2012 : T. 3 Le Frère qui n'existait pas, scénario de Didier Convard et Éric Adam, coll. La Loge noire, éd. Glénat
- 2014 : T. 4 L'Ombre de l'aigle, scénario de Didier Convard et Éric Adam, coll. La Loge noire, éd. Glénat
- 2015 : T. 5 La Troisième Mort de l'empereur, scénario de Didier Convard et Éric Adam, coll. La Loge noire, éd. Glénat

## Prix
- 1988 : Alfred Enfant au festival d'Angoulême pour Neige, t. 1 : Les Brumes aveugles (avec Didier Convard)[3]